# Piknik na robu ceste
Piknik na robu ceste (rusko Пикник на обочине, Piknik na obočine) je kratek znanstvenofantastični roman ruskih pisateljev Arkadija in Borisa Strugackega, ki je prvič izšel po delih leta 1972 v reviji Avrora. Gre za po mnenju mnogih kritikov najpomembnejši roman teh avtorjev.
Slovenski prevod Draga Bajta je izšel leta 1983 pri založbi Prešernova družba. Po knjigi se ohlapno zgledujeta film Stalker ruskega režiserja Andreja Tarkovskega iz leta 1979 in prvoosebna strelska videoigra S.T.A.L.K.E.R.: Shadow of Chernobyl (2007). Scenarij za film Stalker sta prav tako napisala brata Strugacki. Na osnovi skice prvega scenarija je kasneje nastal tudi kratek roman Stroj želja (Машина желаний), ki se precej razlikuje tako od končne verzije filma kot tudi od Piknika na robu ceste.

## Vsebina
Dogajanje se odvija 20 let po skrivnostnem dogodku, znanem samo kot »Obisk«, ki je trajal približno pol dneva in za seboj pustil 6 območij na Zemlji, ki so dobile ime »Cone«. Splošno uveljavljeno mnenje je, da je šlo za obisk nemeljskih bitij, saj so za njimi v Conah ostali številni predmeti in drugi ostanki z lastnostmi, ki daleč presegajo človeško tehnologijo oz. nasprotujejo znanim zakonom narave. Med ostanki so na primer gravitacijske zgoščine, ki sploščijo vse, kar se znajde nad njimi, luže neznane tekočine (»veščina žolca«), ki spremeni v enako snov vse, kar pade vanje, predmete, ki delujejo kot neomejen vir energije ipd. Samih bitij ni videl nihče. Številni prebivalci zdaj javnosti zaprtih Con so po obisku hudo zboleli ali umrli.
Zgodba je postavljena v izmišljeno kanadsko mesto Harmont, ki je zraslo ob eni od Con. Glavni junak je Redrick Schuhart (Red), ki je uradno zaposlen v lokalni podružnici Mednarodnega inštituta za nezemeljske kulture, občasno pa deluje kot stalker (dobesedno zalezovalec oz. lovec). Stalkerji so ljudje, ki ponoči nelegalno hodijo v Cono in nabirajo različne predmete ter jih tihotapijo ven za prodajo različnim posameznikom ali organizacijam, kar je med delavskim razredom javna skrivnost. Kirill Panov, njegov nadrejeni, ga zadolži, naj ga s še enim stalkerjem Tenderjem spremlja v Cono po nov predmet. Le po zaslugi Redove izkušenosti z nevidnimi in slabo vidnimi nevarnostmi Cone najdejo predmet in ga brez težav prinesejo ven, le Panov nevedoč zadene ob nekakšno srebrnkasto pajčevino. Ko v krčmi tisti večer proslavlja nagrado, Redu sporočijo, da je Panov umrl za kapjo, kar ga močno pretrese, na poti domov pa ga ustavi še njegovo dekle Guta, ki mu pove, da je noseča in da namerava obdržati otroka kljub tveganju, da bo iznakažen zaradi očetove izpostavljenosti Coni.
Pet let kasneje Red živi z ženo Guto, njuna hči se je rodila močno poraščena po vsem telesu, zato jo ljubkovalno kličejo Opička. Službo na inštitutu je pustil, zato se preživlja kot stalker, kar je še težje odkar so Cono oblasti zagradile. S kolegom Burbridgem gresta v Cono, kjer slednji stopi v »veščino žolco«, zato ga mora Red izvleči ven, da ga bo ilegalni kirurg rešil z amputacijo. Burbridge mu pove za Zlato kroglo, objekt, ki izpolnjuje želje, in mu obljubi še druga bogastva, da ga ne bi pustil v Coni. Ko prideta ven, gre Red prodat nabrane objekte delodajalcem v mesto, toda njih zanima predvsem »veščina žolca«, ki jo je bil skril. Po tistem poskuša krčmarju – glavnemu posredniku za črni trg – prodati preostale objekte, a komaj uide aretaciji v krčmi. S telefonske govorilnice na varnem pokliče delodajalce in jim sporoči, kje je skril vzorec »veščine žolce«. Posumil je, da jo potrebujejo za vojaške raziskave in da bi lahko iz nje naredili orožje za množično uničevanje, a postavi družino na prvo mesto in se dogovori, da bo ves denar od prodaje šel Guti. Nato se preda oblastem.
Nekaj let kasneje Reda izpustijo iz zapora. Mesto se je v tem času občutno razvilo na račun aktivnosti okrog Cone, vendar oblastem še vedno povzroča skrbi črni trg. Dobavitelj tehnične opreme Richard Noonan se sreča s skrivnostnim nadrejenim, izkaže se, da je agent domnevno vladne službe za boj proti tihotapcem. Sam je prepričan, da uspešno nadzoruje znane stalkerje, a mu povedo, da črni trg cveti kot še nikoli, in mu zabičajo, naj najde krivce. Posumi, da tihotapljenje organizira Burbridge pod pretvezo piknikov za turiste. Pri kosilu sreča nobelovca Pilmana, s katerim se zapleteta v debato o Obisku in človeštvu na splošno. Tu Pillman prvič razloži svoje prepričanje, da prišlekov ljudje sploh niso zanimali, pač pa so preprosto »prišli na piknik«, brezbrižno odvrgli nekaj odpadkov in odšli. Nato Noonan obišče Reda. Opička je medtem postala bolj divja, v hiši pa ima Red tudi svojega pokojnega očeta, ki je vstal iz groba in prišel domov, tako kot še številni drugi Marmontčani. Oblasti sicer neškodljive nemrtve uničujejo, Red pa je pobesnel, ko so prišli po njegovega očeta, in ga obvaroval.
Burbridge sčasoma prepriča Reda, da gre v Cono iskat Zlato kroglo, spremlja pa ga Burbridgeov sin Arthur. Mukoma se prebijeta do opuščenega rudnika, kjer leži krogla, ob pogledu na katero Arthur steče izpolnitvi svojih želja naproti, med tekom pa vzklika »sreča za vse«. Takrat ga pograbi in zmečka »mesoreznica«, pojav, za katerega je Red vedel in že od začetka nameraval žrtvovati sopotnika, da bi ga deaktiviral in varno prišel mimo. Od želja je imel v mislih samo poskrbeti za družino, ko pa je pot do krogle prosta, se je zmožen le z bridkostjo ozreti na svoje življenje v krutem svetu, kako vedno služi drugim, prez prave svobodne volje. Nezmožen izraziti, kar želi, se lahko le odpre krogli in kljub preziru do Arthurjeve naivnosti malo prej pomisli le, da »sreča je za vse zastonj, nihče ne bo ostal nesrečen!«

## Izid in odziv
Roman je najprej izšel po delih v ruski literarni reviji Avrora, knjižno izdajo pa so kot vsa dela bratov Strugacki vse do 1980. let ovirali sovjetski cenzorji, tako da je v domovini prvič izšla skoraj 20 let kasneje. Ideološko sicer za tedanjo oblast ni bila sporna, bolj problematična je bila zaradi grobosti, vulgarnosti in raznih opisov nemoralnih dejanj. Zdaj velja za eno njunih najbolj znanih del; Boris Strugacki je do leta 2003 naštel 55 izdaj v 22 državah.
Film Stalker je uporabil motiv Zlate krogle za prevpraševanje človekovih želja, zaradi česar se močno razlikuje od knjižne predloge, a se je postapokaliptična upodobitev Cone in obupanih posameznikov, ki se podajajo vanjo v upanju na katarzo, močno vtisnila v narodno zavest. Tako film kot roman sta v času zatona Sovjetske zveze pridobila kulten status. Leta 1986 je eksplodirala jedrska elektrarna v Černobilu in v okolje se je sprostilo močno radioaktivno sevanje, zaradi česar so oblasti okolico mesta Pripjat (današnja Ukrajina) razglasile za izključitveno cono, kar precej spominja na ozadje zgodbe v obeh delih. Nekateri so ju zato označili za preroška. Še bolj neposredno je motiva združila videoigra S.T.A.L.K.E.R.: Shadow of Chernobyl, ki jo je leta 2007 izdelala skupina ukrajinskih razvijalcev (v njej druga černobilska ekplozija povzroči podobne anomalije kot so opisane v romanu in prikazane v filmu). Tudi zato je sicer angleška beseda »stalker« prišla v splošno rabo v ruščini, z njo označujejo avanturiste, ki nelegalno hodijo v okolico porušene elektrarne, okrog česar se je razvila pravcata subkultura.

## Interpretacija
Zgodbo običajno interpretirajo kot zgled antiutopične tradicije ruske književnosti tega obdobja in precejšen odmik od zahodne znanstvene fantastike, ki je takrat še vedno poudarjala predvsem tehnološke motive (»tehnoutopizem«). Avtorja uporabita klasičen motiv prvega stika z nezemeljsko civilizacijo, ki pa v njuni zgodbi človeštvu ne prinese nikakršnega oprijemljivega spoznanja, razen tega, da v vesolju niso sami. Hkrati jo lahko razumemo kot kritiko etičnega solipsizma – pretreseni glavni junak na koncu »čudežno kroglo« nesebično prosi za srečo za vse, čeprav je vse dotlej dosledno postavljal svojo družino pred vse. Na še en pomemben vidik je opozoril poljski pisatelj Stanisław Lem, ki je po filozofskem slogu blizu bratom Strugacki, v spremni besedi k poljski izdaji leta 1977: obravnava stika z nezemeljsko civilizacijo v Pikniku na robu ceste po njem preseže tradicijo znanstvene fantastike in odpre vprašanje, ali bi človek sploh prepoznal napredna nezemeljska bitja kot razumna (in obratno). To vprašanje pooseblja lik dr. Pilmana v romanu s teorijo, da je bil obisk povsem naključen in je človeštvo zanj povsem nepomembno.
Red je na začetku prikazan kot idealističen in zvest samemu sebi, kmalu pa zapusti inštitut, saj se krivi za smrt Panova, ki ga je cenil, nakar je prisiljen izbrati med zvestobo načelom ter dobrobitjo svoje družine. Šele ko doseže Zlato kroglo, se zave, da ga je sistem posrkal vase in izkoristil, zato se odloči prositi za spremembo sistema v temelju. Njegov moralni kompas je v močnem kontrastu s pokvarjenimi posamezniki, ki ga obdajajo, pa tudi z brezbrižnimi »čudesi« Cone, za katere sicer najprej verjame, da bodo omogočili napredek človeštva. Brata Strugacki sta bila na Zahodu v drugi polovici 20. stoletja popularna, saj se ju je prijela oznaka disidentov, kar delno razloži tudi uspeh romana, toda Piknik na robu ceste je možno razumeti kvečjemu kot kritiko kapitalizma. Stalkerji so predstavljeni kot nekakšni gangsterji, kar je v marksističnih delih pogosta prispodoba za kapitaliste, poleg tega je težko spregledati vzporednice med zidom, s katerim oblasti zagradijo Cono, in Berlinskim zidom, čez katerega s pomočjo tolp uhajajo dekadentni predmeti iz izoliranega Zahodnega Berlina v Vzhodno Nemčijo. Veščina žolca bi bila potemtakem lahko prispodoba za jedrsko orožje, ki so ga razvili na Zahodu, Sovjeti pa kasneje tudi s pomočjo vohunov. Po tej interpretaciji je Piknik na robu ceste izrazito prosovjetsko delo, pripoved o mehki invaziji dekadentnega kapitalizma, čigar čudežnim »igračam« se šibki posamezniki ne morejo upreti, čeprav so zanje pogosto usodne. Konec je sicer dvoumen, namiguje na utopijo, a ga je možno razumeti tudi kot dokončen padec človeka v primitivno vraževerje, kjer glavni junak brez pomisleka žrtvuje tovariša zlobnemu idolu, verujoč v izpolnitev želja. Že pred tem izkoristi vire iz Cone, da uide utesnjujoči usodi delavca (sužnja) v proletariatu in izbere svobodo, kot del lumpenproletariata, ki ga je Marx preziral.